# 버디 베어

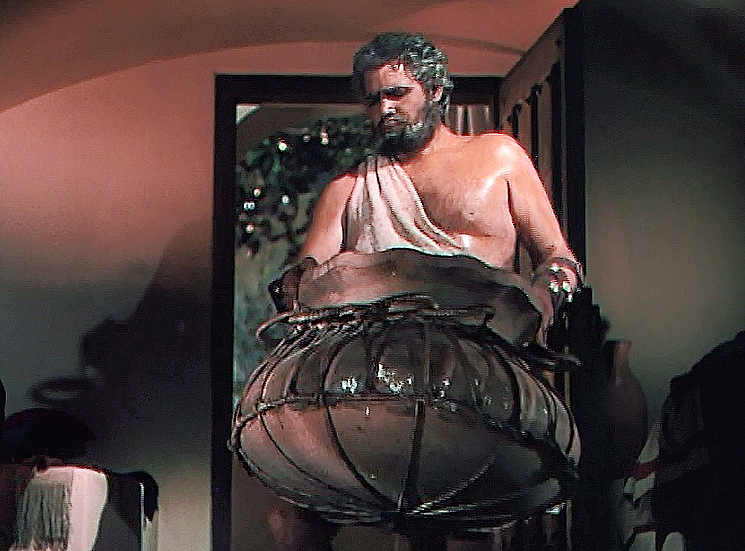

버디 베어(Buddy Baer, 1915년 6월 11일 ~ 1986년 7월 18일)는 미국의 배우, 권투 선수, 텔레비전 배우이다.
덴버에서 태어났다.

## 영화
- 드림 와이프 (1953년)
- 빅 스카이 (1952년)
- 브로드웨이로 가는 두 장의 티켓 (1951년)
- 쿼바디스 (1951년)
- 다이아몬드 쟁탈전 (1949년)